# Stilbedömning
Stilbedämning eller inverkansridning är en vanlig bedömningsform internationellt inom hästhoppning.
Internationellt är Stilbedömning eller Inverkansridning uppbyggt som en alternativ bedömningsform med syfte att ryttaren skall på ett konstruktivt sätt få en inblick i sin och ekipagets aktuella förmåga. Detta för att erhålla ett verktyg för framtida fokusområden inom träningen. Målet är att olika delmoment under ritten skall bedömas efter en skala 1-10 där man skall få så höga poäng som möjligt. Delmomenten innefattar balans, sits, anridning mm.

## Stilbedömning i Sverige
Svenska Ridsportförbundet valde att införa bedömningen Stilhoppning som avgörande för SM för kategori B, C samt D ponny på SM 2011.